# حسن کیف
حسن کیف یکی از شهرهای استان مازندران و مرکز شهرستان کلاردشت است. شهر حسن کیف از شهرهای غربی استان مازندران و از نزدیک‌ترین شهرهای شمالی به تهران است. حسن کیف از شهرهای توریستی استان مازندران است و به سبب هوای پاک و خنک و طبیعت زیبای آن مشهور و مورد توجه است و هرساله گردشگران زیادی از این شهر و مناطق اطراف آن بازدید میکنند که موجب رونق و کسب درآمد مردم شهر نیز شده است. خدمات ساختمانی و تا حدودی دامداری و کشاورزی زمینه‌های کسب و کار این شهر نسبتاً کوچک است. کلاردشت در گذشته یکی از بخش‌های شهرستان چالوس بود ولی از سال ۱۳۹۲ این بخش به شهرستان کلاردشت و حسن کیف نیز از روستا به شهر ارتقاء یافت و مرکز شهرستان کلاردشت عنوان گرفت. حسن کیف تقریباً دارای تمامی ادارات هفده‌گانه دولتی است و بانک‌های مختلف مانند بانک ملی، ملت، سپه، کشاورزی، صادرات در آن شعبه دارند. حسن کیف اکنون در امور اداری خود کاملاً مستقل است. به این معنا که تمام ارگان‌ها و مراکز مالی و اداری کلاردشت در خود آن قرار دارد و بی‌نیاز از شهرهای اطراف خود است.